# Brenon
Brenon ist eine französische Gemeinde mit 21 Einwohnern (Stand 1. Januar 2022) im Département Var in der Region Provence-Alpes-Côte d’Azur. Sie gehört zum Arrondissement Draguignan und zum Kanton Flayosc.
Die Nachbargemeinden sind Castellane im Norden, Châteauvieux im Nordosten, La Martre im Osten, Bargème im Südosten, Comps-sur-Artuby im Südwesten und Le Bourguet im Nordwesten.

## Bevölkerungsentwicklung
| 1962 | 1968 | 1975 | 1982 | 1990 | 1999 | 2006 | 2014 |
| ---- | ---- | ---- | ---- | ---- | ---- | ---- | ---- |
| 17   | 15   | 15   | 16   | 14   | 22   | 27   | 29   |